# Ligie (film, 2020)
 (août 2021).
Si vous disposez d'ouvrages ou d'articles de référence ou si vous connaissez des sites web de qualité traitant du thème abordé ici, merci de compléter l'article en donnant les références utiles à sa vérifiabilité et en les liant à la section « Notes et références ».
Pour plus de détails, voir Fiche technique et Distribution.
Ligie est un court-métrage belge francophone de 2020 réalisé par Aline Magrez. 
Le film suit Sarah, une jeune femme sourde qui entend pour la première fois après une opération. 
Le film reçoit plusieurs récompenses en festival dont le prix du meilleur court-métrage au Festival International du Film de Varsovie. 

## Fiche technique
- Titre original : Ligie
- Réalisation : Aline Magrez
- Scénario : Aline Magrez
- Photographie : Julien Ramirez Hernan
- Montage : Bertrand Conard
- Décors : Clémence Walle
- Production : Jean-Yves Roubin, Cassandre Warnauts
- Société de production : Frakas Productions
- Pays :  Belgique
- Langue : français
- Genre : drame
- Durée : 0h25
- Première diffusion : 2020

## Distribution
- Sarah Lefevre : Sarah
- Hélène Theunissen : Mère de Sarah
- Louis Sylvestrie : Ami de Sarah
- Cédric Legoulven : Docteur
- Hakim Bouacha : Technologue
- Vincenzo de Jonghe : Vincenzo
- Mira Helmer : Mira
- Eline Schumacher : Eline
- Alexis Spinoy : Alexis
- Jean-Mathias Pondant : Jean-Mathias

## Récompenses
- Festival International du Film de Varsovie : Meilleur court-métrage
- Festival International du Film d'Europe de l'Est : Meilleur court-métrage en langue étrangère, Meilleur son
- Un poing c'est court : Prix de la presse
- Moving Pictures Festival : Meilleur court-métrage (compétition nationale)
- International Film and Video Festival Catharsis : demi-finaliste